# 마쓰자와촌 (도쿄부)
마쓰자와촌(松沢村)은 도쿄부 에바라군에 일찍이 존재했던 촌이다. 현재의 세타가야구 서북부에 해당한다.

## 역사
- 1889년 5월 1일 - 정촌제 시행에 수반해 에바라군 마쓰자와촌이 성립하였다.
- 1932년 10월 1일 - 에바라군 전체가 도쿄시에 편입되어, 마쓰자와촌 구역에 세타가야구가 되었다.

## 교통

### 철도
- 게이오 전기철도 (현 게이오 전철)
  - 게이오선
- 다마카와 전기철도 (현 도큐 전철)
  - 다마가와선 지선

## 참고문헌
- 東京市臨時市域擴張部 『荏原郡松澤村現状調査』 1931年
- 東京府荏原郡松沢村 『松沢村史』 1932年